# Омут
О́мут (от приставки о и общеславянского слова мут — «водоворот, омут», в диалектах ещё отмечаемого вир, «огрех», «огул») — водоворот с нисходящим движением воды, обычно на реке, образуемый встречным течением, и глубокая яма (ямина под водой с родниками или с коловоротом быстрого теченья) на дне реки, озера.
Дно в омуте обычно углублено течением, водоворотами, родником.
Для рек используется обычно термин плёс, который подчёркивает генезис этого образования и его взаимосвязь с другими морфологическими объектами речного русла (перекатами). Иногда наиболее глубокую часть плёса называют омутом; при этом в одном плёсе может быть несколько омутов.
На большом ручье или малой реке омут образовывался при строительстве мельничной плотины.
Берег, который находится рядом с омутом — яр (высокий берег). В омутах обычно ловят рыбу, так, например, в омутах предпочитают жить сомы.
В русском языке название омута варьировалось в зависимости от местности (страны, края): бочага (моск., твер., яросл., ниж.), богот (вологод.), бучало (яросл.), балуда (архан.), букалище (тул.) и так далее.
Существуют поговорки: «В тихом омуте черти водятся», «Прыгнуть в омут с головой».

## См.также
- Сулой